# Myrioblephara chogadoides
Myrioblephara chogadoides là một loài bướm đêm trong họ Geometridae.